# Diecéze Ambositra
Diecéze Ambositra je římskokatolická diecéze nacházející se na Madagaskaru.

## Území
Zahrnuje území distriktů Ambositra, Fandriana a Ambotofinandrahana provincie Fianarantsoa.
Biskupským sídlem je město Ambositra, kde se nachází hlavní chrám, katedrála Neposkvrněného Srdce Mariina.

## Historie
Diecéze byla zřízena 3. června 1999 bulou Cum ad aeternam papeže Jana Pavla II. z části území arcidiecéze Fianarantsoa.

## Seznam biskupů
- Fulgence Rabemahafaly (1999–2002)
- Fidelis Rakotonarivo, S.J. (od 2005)